# 弗里德兰 (下萨克森州)
弗里德兰（德語：Friedland，發音：[ˈfʁiːtˌlant] ⓘ）是德国下萨克森州哥廷根县的市镇，面积75.87平方千米，2023年12月31日人口为14,544人。

## 友好城市
- 法國 乌当